# Mariel (Cuba)
Mariel es un municipio de la Provincia de Artemisa en Cuba. Mariel es también el nombre del poblado cabecera municipal y de la bahía y puerto. 
Antes de la llegada de estos sus habitantes eran cazadores-recolectores y hablaban una lengua emparentada con la de los aruacos (conocidos actualmente como maipures). La actriz Mariel Hemingway debe su nombre a esta ciudad, pues su abuelo, el escritor Ernest Hemingway, acostumbraba pescar por dicha zona.

## Geografía
Está ubicado al norte y centro de la Provincia. Limita al este con el municipio de Caimito, al sur con el municipio de Guanajay y de Artemisa, al oeste con el municipio de Bahía Honda y al norte bañan sus costas las aguas del Golfo de México. Tiene una superficie de 172 kilómetros cuadrados.
La Iglesia de Santa Teresa de Jesús se edificó en 1804, declarada auxiliar a la de Guanajay en 1807; anteriormente ya se había construido una ermita y el libro de matrimonios comenzó el 1 de mayo de 1800.
Posee una bahía la cual fue tratada desde principios del siglo XX adaptándose para el comercio de grandes buques. Se le crearon talleres, muelles y se dragó la desembocadura del Río Mariel que en ella deposita sus aguas. En 1820 se habilitó su puerto con la aduana, no poniéndose en uso hasta 1824. El puerto fue restablecido en 1946 y en 1957 daba empleo a quinientas personas.
En 1980 se produjo un movimiento en masa de cubanos desde el Puerto de Mariel hacia los Estados Unidos, conocido como el Éxodo del Mariel.

## Pueblos
El municipio incluye también los pueblos de Quiebra Hacha y Cabañas (antiguo municipio), así como los bateyes de los centrales desactivados "Orlando Nodarse" (antiguo San Ramón) y "Sandino" (antiguo Mercedita). Hay una playa de importancia regional: Playa Herradura. La bahía y puerto de Cabañas tiene cierta importancia pesquera y como asiento de la Base Naval Occidental de la Marina de Guerra.
Actualmente el municipio está dividido en 5 Consejos Populares:
| Consejo Popular      | Población (2011) | Área (km²) |
| -------------------- | ---------------- | ---------- |
| Mariel Urbano        | 9 048            | 2.90       |
| Quiebra Hacha        | 9 231            | 115.60     |
| Boca Mojica-Henequén | 11 346           | 16.10      |
| Cabañas              | 10 087           | 81.60      |
| Zayas-Ingenito       | 4 885            | 54.40      |
| Total                | 44 597           | 270.60     |

## Actualidad
En la actualidad el Mariel es un centro económico importante con un puerto sustituto del de La Habana con una base de contenedores en desarrollo. Posee también una fábrica de cemento y una central eléctrica. El puerto está conectado con La Habana mediante una autovía (carretera Panamericana) que bordea la costa norte.
El auge actual y futuro viene dado por las inversiones que se están realizando para mover todo el comercio naval del puerto de La Habana hacia el puerto del Mariel. Para ellos se están construyendo un megapuerto que constará de un muelle de longitud de 2,400 metros y un patio de contenedores con un área de 128.1 hectáreas, en la 1.ª etapa ya terminada tiene un muelle de longitud de 702 metros y un patio de contenedores de 27.7 hectáreas que podrá mover de 822,000 TEU a 1,000,000 TEU cada año la empresa encargada de la construcción es la brasileña Odebrecht. También se están construyendo otras obras de infraestructura como carreteras y líneas de tren.